# L'Escalier (film, 2003)
Pour les articles homonymes, voir L'Escalier.
Pour plus de détails, voir Fiche technique et Distribution.
L'Escalier est un film suisse de court métrage réalisé par Frédéric Mermoud et sorti en 2003.

## Fiche technique
- Titre : L'Escalier
- Réalisation : Frédéric Mermoud
- Scénario : Frédéric Mermoud
- Décors : Aurélie de Saint-Sauveur
- Photographie :  Thomas Hardmeier
- Son : Julien Sicart, Bruno Reiland et Florent Lavallée
- Montage : Sarah Anderson
- Sociétés de production : Tabo Tabo Films - FCA Films
- Pays de production :  Suisse
- Durée : 22 minutes
- Dates de sortie : 
  - Suisse - août 2003 (Festival de Locarno)
  - France : 30 mars 2003[1]

## Distribution
- Nina Meurisse
- Clément Van Den Bergh

## Récompenses
(Sources : Imdb, Unifrance, Bande à part Films)
- Léopard d'or (Leopards of Tomorrow competition) au Festival international du film de Locarno 2003[2]
- Grand prix du Festival Côté court de Pantin 2003
- Meilleur court métrage au Festival du film de Cabourg 2003
- Prix du cinéma suisse 2004

## Adaptation littéraire
Le réalisateur du film publie en 2008 un roman du même nom chez Actes Sud, dans la collection ciné-roman.